# أندي بوين
أندي بوين (بالإنجليزية: Andy Bowen)‏ مواليد 03 مايو 1867 في نيو أورلينز، لوس أنجلوس، الولايات المتحدة - الوفاة 15 ديسمبر 1894، كان ملاكم محترف أمريكي صنّف ضمن فئة الوزن الخفيف.

## إحصائيات
خاض خلال مسيرته 27 نزالا، فاز في 16 وتعادل في 7 وخسر في 3. فاز بالضربة القاضية في 7 نزالا.

## روابط خارجية
- أندي بوين على موقع بوكس ريك (الإنجليزية) (registration required)